# Chimera (lampada)
Chimera è una lampada da terra progettata nel 1966 dall'architetto italiano Vico Magistretti.

## Descrizione
Chimera misura 1.80 centimetri di altezza per 22 centimetri di larghezza, fu messa in produzione da Artemide nel 1969.
La lampada è realizzata in Reglar, Metacrilato, materiale plastico termoindurente costituito da fibre di vetro impregnate di resine poliesteri legate tramite un procedimento innovativo, producendo un effetto di light design diffuso e filtrato.

## Esposizioni
- Fondazione studio museo Vico Magistretti, 2019
- Museo Triennale di Milano, 2020
- “A Traveling Archive”, Los Angeles, Stati Uniti, 2020
- Istituto Italiano di Cultura, Praga, 2020